# Лінкольн-Біч (Орегон)
Лінкольн-Біч (англ. Lincoln Beach) — переписна місцевість (CDP) в США, в окрузі Лінкольн штату Орегон. Населення — 2343 особи (2020).

## Географія
Лінкольн-Біч розташований за координатами 44°52′23″ пн. ш. 124°1′54″ зх. д. / 44.87306° пн. ш. 124.03167° зх. д. (44.873166, -124.031550).  За даними Бюро перепису населення США в 2010 році переписна місцевість мала площу 10,68 км², з яких 8,37 км² — суходіл та 2,31 км² — водойми.

## Демографія
Згідно з переписом 2010 року, у переписній місцевості мешкало 2045 осіб у 1077 домогосподарствах у складі 633 родин. Густота населення становила 191 особа/км².  Було 2391 помешкання (224/км²).
Расовий склад населення:
| - 92,7 % — білих - 1,2 % — корінних американців - 1,2 % — азіатів - 0,3 % — чорних або афроамериканців - 1,4 % — осіб інших рас |

До двох чи більше рас належало 3,1 %. Частка іспаномовних становила 4,2 % від усіх жителів.
За віковим діапазоном населення розподілялося таким чином: 9,1 % — особи молодші 18 років, 53,9 % — особи у віці 18—64 років, 37,0 % — особи у віці 65 років та старші. Медіана віку мешканця становила 59,8 року. На 100 осіб жіночої статі у переписній місцевості припадало 85,7 чоловіків;  на 100 жінок у віці від 18 років та старших — 84,9 чоловіків також старших 18 років.
Середній дохід на одне домашнє господарство  становив 48 789 доларів США (медіана — 41 130), а середній дохід на одну сім'ю — 62 911 долар (медіана — 55 326). Медіана доходів становила 45 808 доларів для чоловіків та 35 125 доларів для жінок. За межею бідності перебувало 13,1 % осіб, у тому числі 62,5 % дітей у віці до 18 років та 0,4 % осіб у віці 65 років та старших.
Цивільне працевлаштоване населення становило 379 осіб. Основні галузі зайнятості: освіта, охорона здоров'я та соціальна допомога — 39,6 %, роздрібна торгівля — 13,7 %, мистецтво, розваги та відпочинок — 10,8 %, фінанси, страхування та нерухомість — 10,0 %.